# Chinesische Hockeynationalmannschaft der Damen

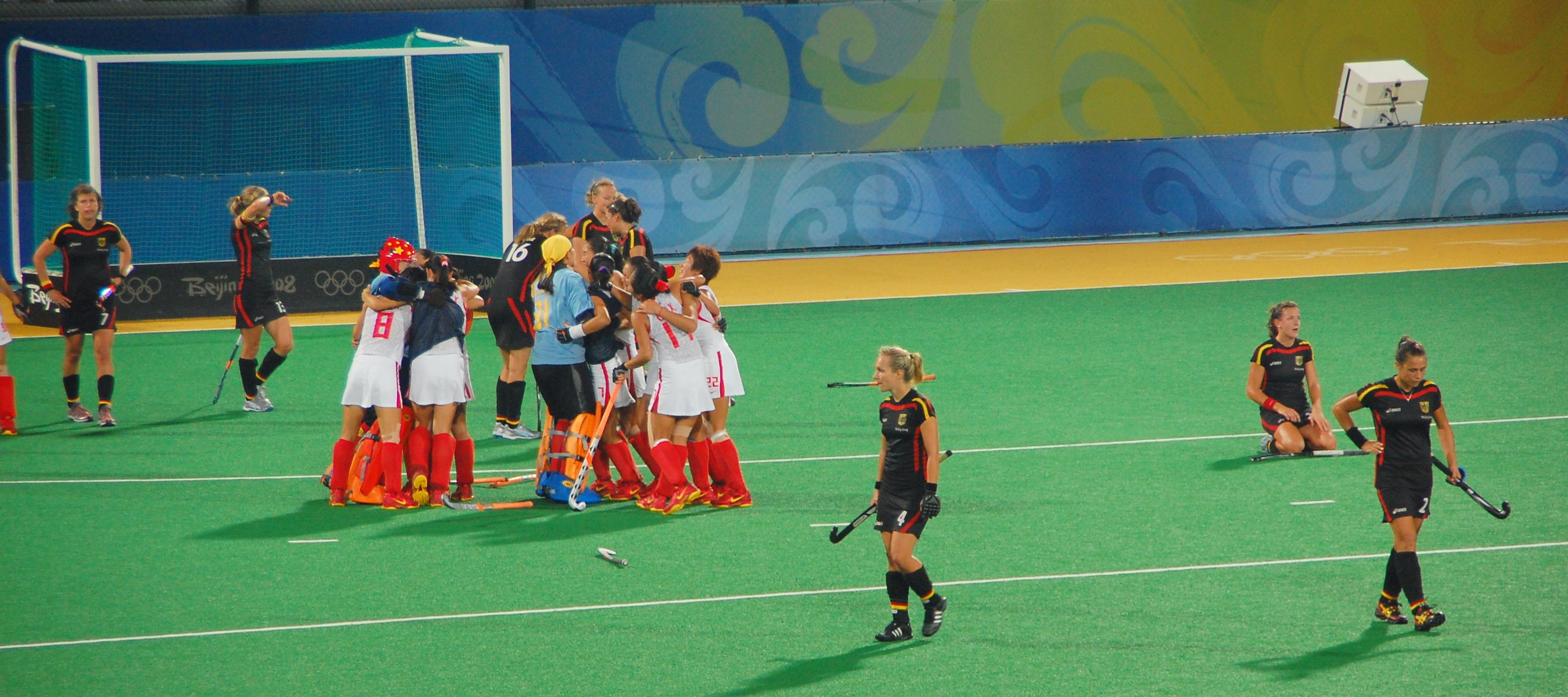
Chinas Damen (in weiß) bei den Olympischen Spielen 2008 gegen Deutschland

Die chinesische Hockeynationalmannschaft der Damen vertritt die Volksrepublik China bei internationalen Hockeyturnieren. Das Team wurde 2002 Dritter bei den Weltmeisterschaften in Perth und gewann zweimal Silber bei Olympischen Spielen (Peking 2008, Paris 2024).
Aktuell (Juni 2025) steht die Nationalmannschaft in der Weltrangliste im Feldhockey auf Rang 4.

## Turniere

### Olympische Spiele
- 2000 – Platz 5
- 2004 – Platz 4
- 2008 – Platz 2
- 2012 – Platz 6
- 2016 – Vorrunde
- 2020 – Vorrunde
- 2024 – Platz 2

### Weltmeisterschaften
- 1990 – Platz 6
- 1994 – Platz 7
- 1998 – Platz 11
- 2002 – Platz 3
- 2006 – Platz 10
- 2010 – Platz 8
- 2014 – Platz 6
- 2018 – Platz 16
- 2022 – Platz 10

### World League
- 2012–2013 – Platz 6
- 2014–2015 – Platz 4

### Champions Trophy
- 2001 – Platz 4
- 2002 – Platz 1
- 2003 – Platz 2
- 2004 – Platz 5
- 2005 – Platz 3
- 2006 – Platz 2
- 2008 – Platz 4
- 2010 – Platz 6
- 2011 – Platz 7
- 2012 – Platz 8
- 2014 – Platz 6

### Asia Cup
- 1989 – Platz 1
- 1993 – Platz 2
- 1999 – Platz 3
- 2004 – Platz 3
- 2007 – Platz 3
- 2009 – Platz 1
- 2013 – Platz 4
- 2017 – Platz 2
- 2022 – Platz 4